# Пётр I (яхта)
Пётр I — российская спортивная парусная стальная яхта, построенная в 1992 году в г. Магнитогорске и приписанная к порту г. Санкт-Петербурга. Лавировочная площадь парусов — 140 кв.м. Участвует в спортивных регатах. С 2010 года осуществляет высокоширотные плавания. В 2010 году на яхте был устанавлен мировой рекорд: впервые в истории пройдены северо-восточный и северо-западный проходы за одну навигацию.

## История создания и эксплуатации
Построена 1992 году на технической базе Магнитогорского металлургического комбината (г. Магнитогорск) с участием студентов Магнитогорского горно-металлургического института, в т.ч. с участием Врубель Андрея Эдуардовича. Спущена на воду под названием «Магнитка»
В регате Grand Regatta Columbus’92, яхта участвовала под название "Магнитка", экипаж состоял из участников строительства яхты (работники ММК, преподаватели и студенты МГМИ), а именно: Белевский Леонид Сергеевич — капитан, зав.ка-федрой, Лукин Валерий Ильич — старпом, докер, Урахчин Юрий Александрович — помощник, капитана, слесарь, Иванов Алексей Николаевич, помощник капитана, ст.преподаватель, Лукин Аркадий Валерьевич — боцман, разливщик, Белевский Илья Леонидович — матрос, школьник 11-го класса, Вершинин Александр Игоревич — матрос, студент, Ошеверов Исай Израелевич — матрос, доцент, Панов Юрий Федорович — матрос, энергетик, Петренко Борис Петрович — матрос, газоэлектросварщик, Самарцев Дмитрий Алексеевич — матрос, студент, Урахчин Денис Юрьевич — матрос, студент.
В 1992 году после участия в регате «Grand Regatta Columbus’92 переименована в «Пётр I».
Приписана к порту г. Санкт-Петербурга.
В 2009 году на яхте полностью сменился экипаж и был произведён капитальный ремонт.
В 2009 году в рамках подготовки к арктическому кругосветному плаванию был проведён дополнительный ремонт и модернизация.
Капитаны:
- Леонид Белевский (1992-1992)
- Валерий Лукин (1992—2009);
- Даниил Гаврилов [1] (2009 — настоящее время).

## Участие в спортивных регатах
| Название регаты                 | Год    | Достижения                                                  |
| «Grand Regatta Columbus’92»     | 1992   | Дважды пересекла Атлантический океан                        |
| «Cutty Sark»                    | разные | нет сведений                                                |
| «The Tall Ships Races-2009»     | 2009   | Второе место в своей категории в гонке от Турку до Клайпеды |
| Арктическая кругосветная регата | 2010   | Опередила соперников на 12 часов;                           |

### Арктическая кругосветная регата
С 4 июня 2010 года по 14 ноября 2010 года яхта участвовала в кругосветной экспедиции вокруг Арктики. За время экспедиции яхтой установлен мировой рекорд: пройдены за один сезон без ледокола и зимовок Северо-Восточный и Северо-Западный морские проходы.
Маршрут:

Санкт-Петербург→

Котка→Хельсинки→Таллин→Рига→Балтийск→Копенгаген→Гримстад→Олесунн→

о.Новая Земля→о. Большевик→мыс Челюскин→Тромсе→Мурманск→

Тикси→Певек→о. Андрей→мыс Зенит→Барроу→Кеймбридж-Бей→Сакс Харбор→

Санкт-Петербург.
За время экспедиции яхта прошла через самую западную точку России в Калининградской области 19°38’ в. д., самую северную точку Европы — мыс Норд-Кап, Северный морской путь России (Северо-Восточный проход), Северо-Западный проход вдоль побережья Канады.
Общая длина маршрута: 9023 морских миль.

Длительность экспедиции: 109 дней

На момент финиша яхта опередила ближайшего соперника — норвежский тримаран «Northern Passage» — примерно на 12 часов.
Команда экспедиции:

6 членов экипажа и береговой штаб в Санкт-Петербурге (метеорологи, административныя команда).
Основной экипаж:
- Капитан — Даниил Гаврилов
- Старший помощник капитана — Елена Соловьева
- Боцман — Сергей Смирнов
- Матрос — Николай Борисов
- Матрос — Сергей Мурзаев
- Кок — Алексей Васильев
- Начальник экспедиции — Юрий Гаврилов
- Начальник берегового штаба — Евгений Визир

Признание:
- Экипажу присуждена национальная премия «Яхтсмен года» в номинации «Лучший дальний спортивный поход»[8].
- Членам экипажа вручены Императорские ордена Св. Анны и аннинские медали Российского Императорского Дома[9].
- Экипаж награждён грамотами Морского совета при Правительстве Санкт-Петербурга.
- В феврале 2011 года флаг «Арктической кругосветки» яхты «Пётр I» и капитанская шапка, обошедшая вокруг полюса, переданы в Центральный военно-морской музей.